# Shaboozey

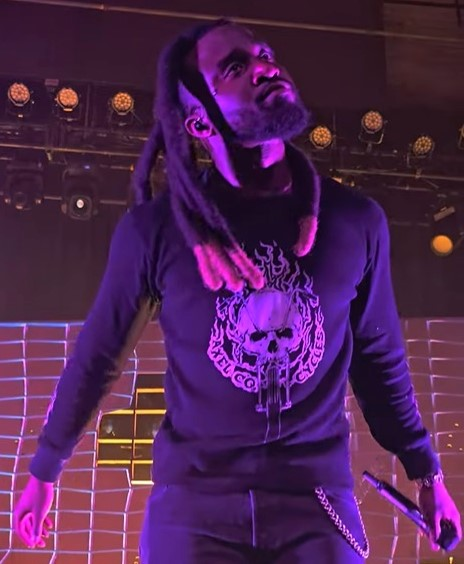
Shaboozey in Los Angeles (2024)

Shaboozey (* 9. Mai 1995 in Woodbridge, Virginia als Collins Obinna Chibueze) ist ein US-amerikanischer Musiker, Singer-Songwriter, Filmemacher und Musikproduzent. Sein größter Erfolg ist der Country-Song A Bar Song (Tipsy) aus dem Jahr 2024. 

## Leben
Shaboozey wurde 1995 in Nord-Virginia als Sohn nigerianischer Einwanderer geboren. Sein Künstlername basiert auf einem fehlerhaften Aussprechen seines Nachnamens „Chibueze“, der auf Igbo so viel bedeutet wie „Gott ist König“. Frühe musikalische Einflüsse waren Musikvideos auf 106 & Park sowie seine Zeit auf einem Internat in Nigeria während der Junior High School. 2014 gründete er die Produktionsgesellschaft V Picture Films.
Im selben Jahr erschien seine erste Single Jeff Gordon. 2017 kam er zu Republic Records, nachdem eine Reihe seiner Singles die Aufmerksamkeit des Labels erregten. 2018 erschien dort sein Debütalbum Lady Wrangler. Das erste Mal erreichte er ein Mainstream-Publikum mit dem Song Start a Riot zusammen mit Duckwrth aus dem Soundtrack zum Film Spider-Man: Across the Spider-Verse.
2022 erschien sein zweites Album Cowboys Live Forever, Outlaws Never Die, das über Empire Distribution erschien. Es folgte 2024 das Album Where I've Been, Isn't Where I'm Going, das erstmals auch die Top 10 der Billboard 200 erreichte. Mit Beyoncé veröffentlichte er mehrere Songs auf dem Album Cowboy Carter, die ebenfalls die Charts erreichten. Sein größter Erfolg wurde die Single A Bar Song (Tipsy), die mehrere Ländercharts toppte. In den USA war der Song 19 Wochen auf Platz 1. Dabei handelte es sich um eine Coverversion des Songs Tipsy des Rappers J-Kwon im Country-Stil.

## Musikstil

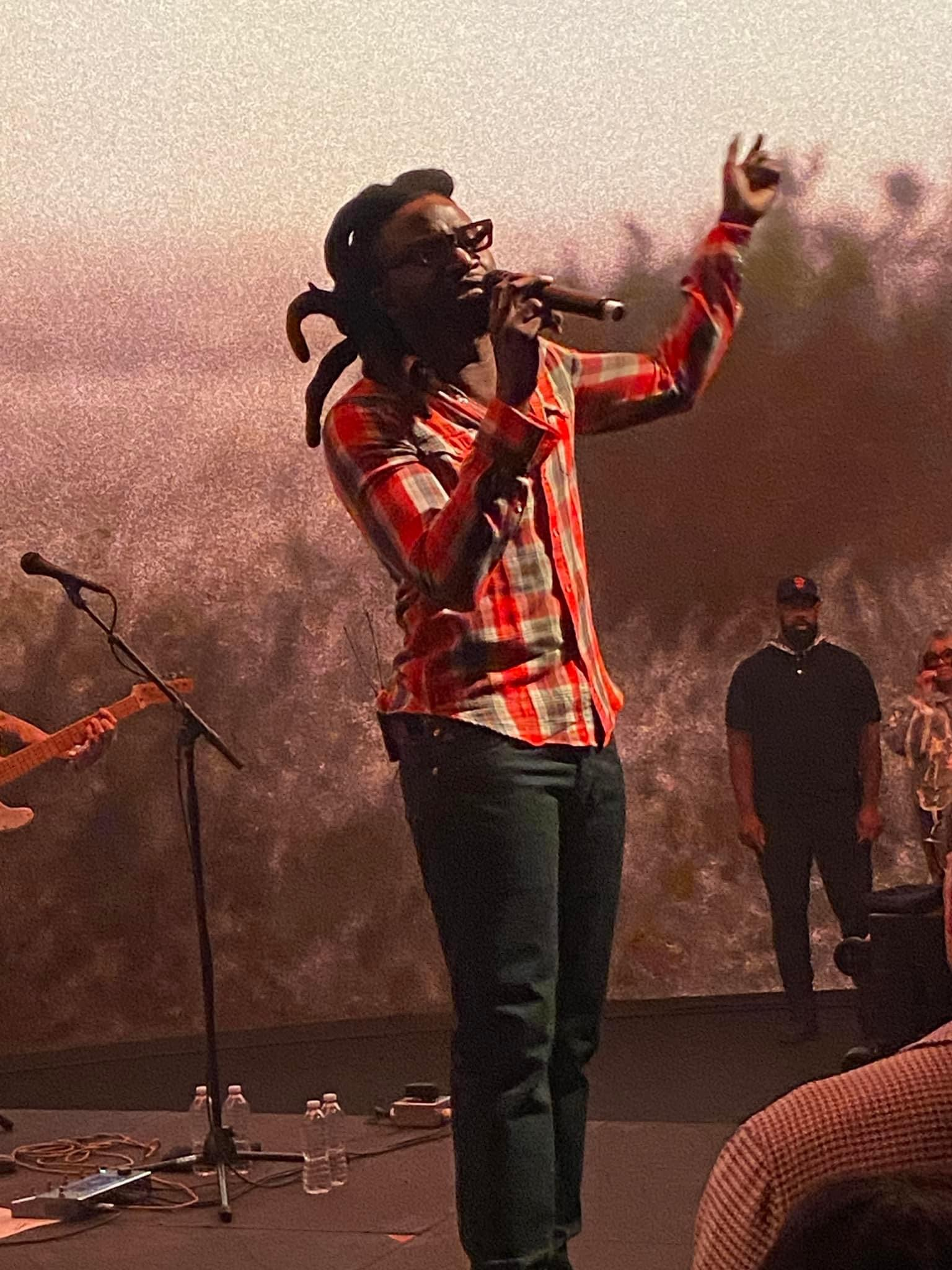
Shaboozey in Nashville (2024)

Seine Musik ist eine Mischung aus traditionellem Country, Hip-Hop, Trap, Folk und Americana. Als Einflüsse gibt er selbst unter anderem die Rolling Stones, Grateful Dead, Bob Dylan und Led Zeppelin sowie Filme von Martin Scorsese wie Taxi Driver an. Weitere Einflüsse seien Fela Kuti, Clipse, Roger Waters, die Backstreet Boys, Pharrell, Missy Elliott, Leadbelly und Johnny Cash.

## Diskografie

### Alben
| Jahr | Titel                                   | Höchstplatzierung, Gesamtwochen, AuszeichnungChartplatzierungen (Jahr, Titel, Platzierungen, Wochen, Auszeichnungen, Anmerkungen) | Höchstplatzierung, Gesamtwochen, AuszeichnungChartplatzierungen (Jahr, Titel, Platzierungen, Wochen, Auszeichnungen, Anmerkungen) | Anmerkungen                           |
| Jahr | Titel                                   | UK | US | Anmerkungen                           |
| ---- | --------------------------------------- | --- | --- | ------------------------------------- |
| 2018 | Lady Wrangler                           | — | — | Erstveröffentlichung: 5. Oktober 2018 |
| 2022 | Cowboys Live Forever, Outlaws Never Die | — | — | Erstveröffentlichung: 7. Oktober 2022 |
| 2024 | Where I’ve Been, Isn’t Where I’m Going  | UK93 (1 Wo.)UK | US5 Platin · (… Wo.)US | Erstveröffentlichung: 31. Mai 2024    |

### Singles als Leadmusiker
| Jahr | Titel Album                                                              | Höchstplatzierung, Gesamtwochen, AuszeichnungChartplatzierungen (Jahr, Titel, Album, Platzierungen, Wochen, Auszeichnungen, Anmerkungen) | Höchstplatzierung, Gesamtwochen, AuszeichnungChartplatzierungen (Jahr, Titel, Album, Platzierungen, Wochen, Auszeichnungen, Anmerkungen) | Höchstplatzierung, Gesamtwochen, AuszeichnungChartplatzierungen (Jahr, Titel, Album, Platzierungen, Wochen, Auszeichnungen, Anmerkungen) | Höchstplatzierung, Gesamtwochen, AuszeichnungChartplatzierungen (Jahr, Titel, Album, Platzierungen, Wochen, Auszeichnungen, Anmerkungen) | Höchstplatzierung, Gesamtwochen, AuszeichnungChartplatzierungen (Jahr, Titel, Album, Platzierungen, Wochen, Auszeichnungen, Anmerkungen) | Anmerkungen                                     |
| Jahr | Titel Album                                                              | DE | AT | CH | UK | US | Anmerkungen                                     |
| --- | ------------------------------------------------------------------------ | --- | --- | --- | --- | --- | ----------------------------------------------- |
| 2024 | A Bar Song (Tipsy) Where I’ve Been, Isn’t Where I’m Going                | DE14 (… Wo.)DE | AT3 (63 Wo.)AT | CH4 (… Wo.)CH | UK3 ×3Dreifachplatin · (… Wo.)UK | US1 ×5Fünffachplatin · (… Wo.)US | Erstveröffentlichung: 12. April 2024            |
| 2024 | Good News Where I’ve Been, Isn’t Where I’m Going: The Complete Edition   | — | — | — | — | US13 (… Wo.)US | Erstveröffentlichung: 15. November 2024         |
| Folgende Lieder erschienen nicht als Single, wurden aber durch das Album zum Download und Streaming bereitgestellt und konnten somit eine Platzierung erlangen: |                                                                          | | | | | |                                                 |
| |                                                                          | | | | | |                                                 |
| 2025 | Blink Twice Where I’ve Been, Isn’t Where I’m Going: The Complete Edition | — | — | — | UK44 (5 Wo.)UK | — | Charteinstieg: 24. April 2025 feat. Myles Smith |
| 2025 | Amen Where I’ve Been, Isn’t Where I’m Going: The Complete Edition        | — | — | — | — | US59 (… Wo.)US | Charteinstieg: 10. Mai 2025 feat. Jelly Roll    |

Weitere Singles
- 2021: Beverly Hills (US: Gold)
- 2023: Let It Burn
- 2024: Annabelle
- 2024: Vegas

### Singles als Gastmusiker
| Jahr | Titel Album                            | Höchstplatzierung, Gesamtwochen, AuszeichnungChartsChartplatzierungen (Jahr, Titel, Album, Platzierungen, Wochen, Auszeichnungen, Anmerkungen) | Anmerkungen                                                           |
| Jahr | Titel Album                            | US | Anmerkungen                                                           |
| --- | -------------------------------------- | --- | --------------------------------------------------------------------- |
| 2025 | Home –                                 | US77 (1 Wo.)US | Erstveröffentlichung: 27. Juni 2025 BigXthaPlug feat. Shaboozey       |
| Folgende Lieder erschienen nicht als Single, wurden aber durch das Album zum Download und Streaming bereitgestellt und konnten somit eine Platzierung erlangen: |                                        | |                                                                       |
| |                                        | |                                                                       |
| 2024 | Spaghetti Cowboy Carter                | US31 (1 Wo.)US | Charteinstieg: 13. April 2024 Beyoncé feat. Linda Martell & Shaboozey |
| 2024 | Sweet / Honey / Buckiin’ Cowboy Carter | US61 (1 Wo.)US | Charteinstieg: 13. April 2024 Beyoncé feat. Shaboozey                 |

Weitere Gastbeiträge
- 2024: My Fault (mit Noah Cyrus)
- 2024: Drink Don’t Need No Mix (mit BixthaPlug, US: Gold)

## Auszeichnungen für Musikverkäufe
| Goldene Schallplatte - Belgien - 2024: für die Single A Bar Song (Tipsy) - Brasilien - 2024: für das Lied Spaghettii - Italien - 2024: für die Single A Bar Song (Tipsy) - Spanien - 2024: für die Single A Bar Song (Tipsy) - Vereinigte Staaten - 2025: für das Lied Start a Riot - 2025: für das Lied Last of My Kind | Platin-Schallplatte - Dänemark - 2024: für die Single A Bar Song (Tipsy) - Frankreich - 2025: für die Single A Bar Song (Tipsy) - Neuseeland - 2025: für das Album Where I’ve Been, Isn’t Where I’m Going - Schweden - 2024: für die Single A Bar Song (Tipsy) 2× Platin-Schallplatte - Australien - 2024: für die Single A Bar Song (Tipsy) 5× Platin-Schallplatte - Neuseeland - 2025: für die Single A Bar Song (Tipsy) |

Anmerkung: Auszeichnungen in Ländern aus den Charttabellen bzw. Chartboxen sind in ebendiesen zu finden.
| Land/RegionAuszeichnungen für Musikverkäufe (Land/Region, Auszeichnungen, Verkäufe, Quellen) | Gold     | Platin       | Verkäufe  | Quellen              |
| -------------------------------------------------------------------------------------------- | -------- | ------------ | --------- | -------------------- |
| Australien (ARIA)                                                                            | —        | 2× Platin2   | 140.000   | aria.com.au          |
| Belgien (BRMA)                                                                               | Gold1    | —            | 20.000    | [ ultratop.be]       |
| Brasilien (PMB)                                                                              | Gold1    | —            | 20.000    | pro-musicabr.org.br  |
| Dänemark (IFPI)                                                                              | —        | Platin1      | 90.000    | ifpi.dk              |
| Frankreich (SNEP)                                                                            | —        | Platin1      | 200.000   | snepmusique.com      |
| Italien (FIMI)                                                                               | Gold1    | —            | 50.000    | fimi.it              |
| Neuseeland (RMNZ)                                                                            | —        | 6× Platin6   | 165.000   | radioscope.co.nz NZ2 |
| Schweden (IFPI)                                                                              | —        | Platin1      | 120.000   | sverigetopplistan.se |
| Spanien (Promusicae)                                                                         | Gold1    | —            | 30.000    | elportaldemusica.es  |
| Vereinigte Staaten (RIAA)                                                                    | 4× Gold4 | 6× Platin6   | 8.000.000 | riaa.com             |
| Vereinigtes Königreich (BPI)                                                                 | —        | 3× Platin3   | 1.800.000 | bpi.co.uk            |
| Insgesamt                                                                                    | 8× Gold8 | 20× Platin20 |           |                      |